# Veliká Ves (Boêmia Central)
Veliká Ves é uma comuna checa localizada na região da Boêmia Central, distrito de Praha-východ.